# Lucie Stumm
Lucie Stumm, Mädchenname Lucie Gerber (geboren am 8. Mai 1867 in Basel; gestorben 1947) war eine Schweizer Kunsthistorikerin.

## Leben
Lucie Gerber war das zweite von fünf Kindern des Ehepaares Armand Gerber (1837–1886) und Caroline (geborene Baerwart, 1845–1931). Ihr Vater war Chemiker und stammte ursprünglich aus dem Elsass. Im Jahr 1864 gründete er in der Klybeckstraße in Basel die „Anilinfarbenfabrik A. Gerber & Uhlmann“. Ihr Großvater war der Chemikers Jean Gerber-Keller (1809–1884). Ihre Geschwister waren Armand (1866–1941), Charles (1869–1948), Caroline, genannt Lina, (1872–1918) und Marguerite Gerber (1874–1956). Sie heiratete am 20. Februar 1894 den Basler Rechtsanwalt und Notar Hermann Stumm (20. Februar 1867 bis 4. September 1940). Ihr Mann war von 1935 bis 1940 Verwaltungsratspräsident einer Sodafabrik in Bad Zurzach im Kanton Aargau. Das Ehepaar hatte keine Kinder.
Stumm-Gerber legte eine Privatsammlung an, die zahlreiche Korrespondenzen enthielt, darunter Briefe des italienischen Philologen Arturo Farinelli (1867–1948) und ihres Bruders Charles. Zu ihrer Sammlung gehörte auch das in München erschienene von Max Klinger illustrierte Werk Amor und Psyche. Ein Märchen des Apulejus, das sie von Paul Kühn, dem Biografen Klingers erworben hatte, sowie ein Ölgemälde des Malers Hieronymus Hess, das eine Malerschule darstellt.
Sie verfasste Beiträge zu Künstlern in den Bänden 9 und 14 des Allgemeinen Lexikons der Bildenden Künstler von der Antike bis zur Gegenwart. Ihr Hauptinteresse galt dabei dem Künstler Niklaus Manuel und seinen Werken. Zu ihm veröffentlichte sie mehrere Beiträge in namhaften Zeitschriften.

## Veröffentlichungen (Auswahl)
- Ein Nachahmer Niklaus Manuels. In: Anzeiger für schweizerische Altertumskunde. Neue Folge, Band 10, Heft 4. Zürich 1908, S. 326–331 (e-periodica.ch).
- Niklaus Manuel, Hans Leu und Hans Funk: eine stilkritische Untersuchung. In: Anzeiger für schweizerische Altertumskunde. Neue Folge, Band 11, Heft 3. Zürich 1909, S. 247–262 (e-periodica.ch).
- Über zwei Werke von Hans Funk. In: Anzeiger für schweizerische Altertumskunde. Neue Folge, Band 13, Heft 4. Zürich 1911, S. 247–253 (e-periodica.ch).
- Deutsch, Niklaus Manuel. In: Ulrich Thieme (Hrsg.): Allgemeines Lexikon der Bildenden Künstler von der Antike bis zur Gegenwart. Begründet von Ulrich Thieme und Felix Becker. Band 9: Delaulne–Dubois. E. A. Seemann, Leipzig 1913, S. 175–177 (Textarchiv – Internet Archive).
- Ein Frühwerk Niklaus Manuels. In: Paul Ganz (Hrsg.): Jahrbuch für Kunst und Kunstpflege in der Schweiz. Emil Birkhaeuser & Cie., Basel 1925, S. 297–301.
- Niklaus Manuel Deutsch von Bern als Bildender Künstler. Stämpfli, Bern 1925, OCLC 869463893.